# Kislány, nagylány
A Kislány, nagylány (eredeti cím: Hey Hey It's Esther Blueburger) egész estés ausztrál filmvígjáték-dráma, amelyet Cathy Randall írt és rendezett, Miriam Stein produceri közreműködésével. A főbb szerepekben Danielle Catanzariti, Keisha Castle-Hughes és Toni Collette látható. 
Ausztráliában 2008. március 20-án mutatták be a mozikban. Magyarországon az M2-n sugározták a televízióban.

## Cselekmény
Esther 13 éves zsidó lány, akinek nincsenek barátai, az iskolában mindenki kiközösíti. Megismerkedik a nonkonformista lázadó Sunnival, barátságuk pedig felforgatja egész addigi életét.

## Szereplők
| Szereplő          | Színész              | Magyar hang     |
| ----------------- | -------------------- | --------------- |
| Esther Blueburger | Danielle Catanzariti | Kántor Kitty    |
| Sunni Kaire       | Keisha Castle-Hughes | Tamási Nikolett |
| Mary              | Toni Collette        | Bertalan Ágnes  |
| Grace Blueburger  | Essie Davis          | Hámori Eszter   |
| Jacob Blueburger  | Christian Byers      | Ungvári Gergely |
| Osmond Blueburger | Russell Dykstra      | Holl Nándor     |